# Rhoicinaria
Genre
Rhoicinaria est un genre d'araignées aranéomorphes de la famille des Amaurobiidae.

## Distribution
Les espèces de ce genre se rencontrent en Équateur et en Colombie.

## Liste des espèces
Selon World Spider Catalog (version 17.5, 13/09/2016) :
- Rhoicinaria maculata (Keyserling, 1878)
- Rhoicinaria rorerae Exline, 1950

## Publication originale
- Exline, 1950 : Spiders of the Rhoicininae (Pisauridae) from western Peru and Ecuador. American Museum novitates, n. 1470, p. 1-13 (texte intégral).